# Franz Wolfgang Koebner
Franz Wolfgang Koebner (Pseudonyme: Franz Wolf, Peter Harris; geboren als Franz Köbner am 18. April 1887 in Berlin; † 3. März 1978 in Düsseldorf) war ein deutscher Journalist und Schriftsteller. Er war Chefredakteur der Zeitschriften Elegante Welt und Das Magazin sowie Herausgeber von Die Cigarette.

## Leben
Franz Wolfgang Koebner entstammte einer großbürgerlichen evangelischen Familie mit jüdischen Wurzeln. Sein Vater war Siegfried Ernst Koebner, der Chefredakteur der Berliner National-Zeitung, seine Mutter Emilie geb. Lobe Schauspielerin. Sein Großvater war der Schauspieler Theodor Lobe. Franz Wolfgang Koebner pflegte von Jugend an einen eleganten Lebensstil und studierte Zeitungswissenschaft an der Universität Berlin. 1910 heiratete er Dorothea Elisabeth Arndt. Die Ehe wurde bereits nach einem Jahr wieder geschieden. 1912 gehörte er zu den Mitbegründern der Frauen- und Modezeitschrift Die elegante Welt, die sich zu einem großen Verkaufserfolg entwickelte. 1913 heiratete Koebner die ungarische Sängerin Julia Nemeth. Im gleichen Jahr veröffentlichte der begeisterte Tänzer Koebner das "Tanz-Brevier" sowie das ironische Benimm-Buch Der Gentleman.
Ab 1918 widmete sich Koebner eine Zeitlang dem Spielfilm; er verfasste
Drehbücher und führte bei einigen Filmen auch Regie. Er veröffentlichte weitere Bücher zum Thema Tanz sowie mehrere Romane. 1924 gründete er mit Robert Siodmak die monatlich erscheinende Unterhaltungszeitschrift Das Magazin, deren Chefredaktion er übernahm; gleichzeitig leitete er weiterhin die Elegante Welt. Das Magazin war ebenfalls ein großer Erfolg und brachte es im Jahre 1929 auf eine Auflage von über 200.000 Exemplaren.
1920 ließ Koebner sich von seiner Ehefrau scheiden und schloss im Jahr darauf seine dritte Ehe mit Luzie Franziska Charlotte Wiesner geb. Raatz. Diese Ehe wurde noch im selben Jahr geschieden. 1927 heiratete er die neunzehnjährige Schauspielerin Ines Knospe, Tochter der wohlhabenden Margarete Gutöhrlein. Mit Beginn des Dritten Reichs erhielt er Schreibverbot und wich als Mitarbeiter an das Berliner Varietétheater Scala aus. Zu Beginn des Zweiten Weltkrieges zog die Familie zur Schwiegermutter nach Schwäbisch Hall. Dort wurde 1940 Tochter Angelika geboren.
Nach dem Krieg organisierte er Modenschauen und Revuen und leitete ab 1948 die bis 1951 erscheinende Zeitschrift Filmpost-Magazin. Koebner ließ sich in Düsseldorf nieder; 1949 erfolgte sein Versuch, die alten Erfolgstitel Elegante Welt und Das Magazin wiederaufleben zu lassen. Während Das Magazin rasch scheiterte, hatte er mit der Eleganten Welt Erfolg; die Zeitschrift erschien bis zu ihrer Vereinigung mit dem Titel Madame  im Jahre 1970. 1950 war Koebner an der Gründung des ersten deutschen Herrenmagazins Er beteiligt, dessen Chefredaktion er ab 1957 übernahm.
Koebner wurde 1978, weitgehend erblindet, Opfer eines Verkehrsunfalls.

## Werke
- Unruhige Nächte, Berlin 1911 (unter dem Namen Franz Wolf)
- Der Gentleman, Berlin 1913
- Das Tanz-Brevier, Berlin 1913 (zusammen mit Robert L. Leonard)
- Auf Reisen, Berlin 1914 (zusammen mit Stephan Krotowski)
- Globetrotter der Liebe, Leipzig 1914
- Baby!, Leipzig 1916
- Die Frau ohne Komik, Leipzig 1916
- Maria Evere, Leipzig 1917
- Die Nonne und der Harlekin, Leipzig 1917
- Tausend und eine - Frau, Leipzig 1917
- Hinter den Filmkulissen, Berlin 1920
- Das neue Tanz-Brevier, Berlin 1920
- Cocain, Berlin 1921
- Jazz und Shimmy, Berlin 1921
- Das Décolleté der Marquise, Berlin 1922
- Wenn ich mein Leben neu beginnen könnt ..., Dresden 1925
- Charleston, Berlin 1926 (zusammen mit Otto Dely)
- Der Playboy, Düsseldorf 1962, (unter dem Namen Peter Harris)

## Herausgeberschaft
- Die Cigarette, Berlin 1914

## Filmografie (Auswahl)

### Drehbuch
- 1918: Die Nonne und der Harlekin
- 1919: Hotel Esplanade
- 1919: Maria Evere
- 1920: Nixchen
- 1920: Nur ein Filmstern
- 1921: Eine Künstlerehe am Kurfürstendamm
- 1933: Artistengepäck

### Regie
- 1923: Der Mann ohne Herz
- 1923: Der rote Reiter
- 1924: Der Roman der Lilian Hawley
- 1926: 1000 Schritte Charleston
- 1933: Artistengepäck
- 1933: Vorspeisen gefällig?